# سن-اوژن، کبک
سن-اوژن (به فرانسوی: Saint-Eugène) شهری در منطقه شهری درومون ناحیه سانتر-دو-کبک در استان کبک کانادا است. در سرشماری سال ۲۰۱۱ این شهر ۱٬۱۳۹ نفر جمعیت داشته‌است و مساحت آن ۷۶٫۳۷ کیلومتر مربع است.